# Plan climat (Nicolas Hulot)
Le Plan climat est un plan d'action porté par le gouvernement Édouard Philippe 2 et le ministre de l'environnement Nicolas Hulot, ayant pour objectif annoncé d'accélérer la transition écologique,.
Il a été présenté en juillet 2017 et il contient plusieurs mesures dans les domaines de l'agriculture, du logement, des transports, des déchets, de l'énergie, de la biodiversité et des relations internationales.

## Liste des mesures annoncées
Les citoyens devraient être associés au suivi du plan climat.

### Émissions de gaz à effet de serre
Le plan propose de publier une nouvelle stratégie nationale bas carbone d'ici fin 2019 avec pour objectif la neutralité carbone en 2050, en remplacement du précédent engagement Facteur 4 de 2003 qui était de diviser par quatre les émissions carbone par rapport à 1990. La neutralité carbone impose une division par six ou sept par rapport à 1990, plus ambitieuse,.

### Alimentation et agriculture
Le plan climat propose d'engager lors des États Généraux de l’Alimentation une réflexion sur les leviers pour assurer la contribution du futur modèle agricole aux objectifs climatiques :
- des nouvelles pratiques de consommation alimentaire ;
- une réduction des quantités d’engrais azotés ;
- une mobilisation des nouvelles technologies ;
- un plan d’action pour la protection des sols ;
- un renforcement de la séquestration carbone dans les sols.

### Biodiversité
Le plan climat propose :
- d'augmenter le financement des projets de protection des écosystèmes ;
- de lancer des appels à projet pour valoriser et développer les solutions de protection par la nature ;
- de préserver et renforcer les capacités de stockage de carbone des forêts françaises ;
- de publier en mars 2018 une stratégie nationale pour mettre fin aux importations de produits forestiers ou agricoles contribuant à la déforestation.

### Déchets
Le plan climat propose de publier une feuille de route pour l’économie circulaire en 2018.

### Énergie
Le plan climat propose de :
- soutenir le développement de l’autoconsommation d’énergie ;
- accompagner l’arrêt des dernières centrales à charbon d’ici 2022 ou leur évolution vers des solutions moins carbonée ;
- mettre en place des contrats de transition écologique pour favoriser la reconversion des salariés ;
- lancer une réflexion sur l’évolution des métiers de l’énergie avec les organisations professionnelles ;
- ne plus attribuer de nouveaux permis d’exploration d’hydrocarbure et de gaz de schiste et ne pas renouveler les concessions des exploitations existantes ;
- engager une augmentation accélérée du prix du carbone fixée pour les 5 années ;
- réviser le mécanisme européen d’échange des quotas de CO2 ;
- financer des programmes de recherche sur le solaire photovoltaïque haute performance, les batteries et leur recyclage et sur le numérique pour l’énergie ;
- simplifier encore le cadre de développement des énergies renouvelables ;
- étudier l’augmentation des moyens du fonds chaleur ;
- mettre en place d’un prêt spécifique pour le développement des méthaniseurs ;
- soutenir l’industrialisation de la filière européenne du stockage de l’énergie ;
- appeler l’ensemble des institutions financières internationales à cesser de financer l’installation de production d’énergie à partir de charbon.

### Investissements
Le plan climat propose de :
- contractualiser avec les territoires pour leur donner les moyens de contribuer aux objectifs climatiques ;
- offrir un accompagnement gratuit aux PME ;
- utiliser la commande publique comme levier ;
- augmenter les financements dédiés à l’adaptation des territoires et de son économie.

### International
Le plan climat propose de :
- proposer un Pacte mondial pour l’Environnement ;
- mettre en place un programme d’accueil de chercheurs ;
- faire de Paris la capitale de la finance verte et de la finance responsable ;
- renforcer l’ambition climatique de l’Europe ;
- soutenir la reconstitution du Fonds pour l’environnement mondial et du Fonds vert pour le climat ;
- poursuivre et soutenir les initiatives internationales sur le climat : alliance solaire, initiative africaine pour les énergies renouvelables, Grande Muraille verte… ;
- conclure en mars 2018 une réflexion sur la prise en compte dans les accords commerciaux des enjeux de préservation de la planète.

### Logement
Le plan climat propose de :
- mettre en œuvre des nouvelles mesures pour la rénovation des logements dans la loi de finances pour 2018 ;
- dédier 4 milliards d’euros à la disparition des passoires thermiques d’ici 10 ans ;
- débuter les premiers audits gratuits début 2018 pour les personnes en situation de précarité énergétique ;
- prendre des mesures incitatives et coercitives pour que les propriétaires bailleurs rénovent ;
- dédier 4 milliards d’euros pour la rénovation thermique des bâtiments publics dont écoles, universités, hôpitaux.

### Transport
Le plan climat propose de :
- assurer la convergence de la fiscalité essence-diesel sous le quinquennat ;
- mettre en place une prime à la transition pour remplacer les vieux véhicules et conserver le système de bonus-malus ;
- proposer une norme Euro 7 ambitieuse avec pour objectif la fin des ventes de voitures émettrices de GES d’ici 2040 ;
- créer un fonds pour la mobilité durable ;
- favoriser fiscalement l’acquisition de poids lourds roulant au gaz ;
- lancer des Assises de la mobilité au 2e semestre 2017 ;
- financer des programmes de recherche sur les transports de demain.

### Autres actions
- Introduire une fiscalité incitative sur les HFC
- Publier avant la fin de l’année 2017 un nouveau plan national d’adaptation au  changement climatique.